# Eleni Konstantinidi
Eleni Konstantinidi –en griego, Ελένη Κωνσταντινίδη– (3 de febrero de 1995) es una deportista griega que compite en halterofilia. Ganó una medalla de oro en el Campeonato Europeo de Halterofilia de 2019, en la categoría de 81 kg, que perdió posteriormente por dopaje.

## Palmarés internacional
| Campeonato Europeo | Campeonato Europeo | Campeonato Europeo | Campeonato Europeo |
| Año                | Lugar              | Medalla            | Categoría          |
| ------------------ | ------------------ | ------------------ | ------------------ |
| 2019               | Batumi (Georgia)   | DSC                | 81 kg              |